# Ланкін (Північна Дакота)
Ланкін (англ. Lankin) — місто (англ. city) в США, в окрузі Волш штату Північна Дакота. Населення — 102 особи (2020).

## Географія
Ланкін розташований за координатами 48°18′52″ пн. ш. 97°55′17″ зх. д. / 48.31444° пн. ш. 97.92139° зх. д. (48.314496, -97.921319).  За даними Бюро перепису населення США в 2010 році місто мало площу 0,89 км², уся площа — суходіл. В 2017 році площа становила 0,74 км², уся площа — суходіл.

## Демографія
Згідно з переписом 2010 року, у місті мешкало 98 осіб у 53 домогосподарствах у складі 26 родин. Густота населення становила 110 осіб/км².  Було 72 помешкання (81/км²).
Расовий склад населення:
| - 93,9 % — білих - 2,0 % — корінних американців - 1,0 % — азіатів |

До двох чи більше рас належало 3,1 %. Частка іспаномовних становила 1,0 % від усіх жителів.
За віковим діапазоном населення розподілялося таким чином: 15,3 % — особи молодші 18 років, 46,9 % — особи у віці 18—64 років, 37,8 % — особи у віці 65 років та старші. Медіана віку мешканця становила 55,5 року. На 100 осіб жіночої статі у місті припадало 108,5 чоловіків;  на 100 жінок у віці від 18 років та старших — 97,6 чоловіків також старших 18 років.
Середній дохід на одне домашнє господарство  становив 60 611 долар США (медіана — 52 500), а середній дохід на одну сім'ю — 72 856 доларів (медіана — 58 542). За межею бідності перебувало 9,3 % осіб, у тому числі 10,7 % дітей у віці до 18 років та 14,8 % осіб у віці 65 років та старших.
Цивільне працевлаштоване населення становило 71 особа. Основні галузі зайнятості: сільське господарство, лісництво, риболовля — 25,4 %, освіта, охорона здоров'я та соціальна допомога — 16,9 %, науковці, спеціалісти, менеджери — 14,1 %.